# 八一大道
八一大道是中国江西省南昌市的一条主要干道。原名安石路始建于1928年。

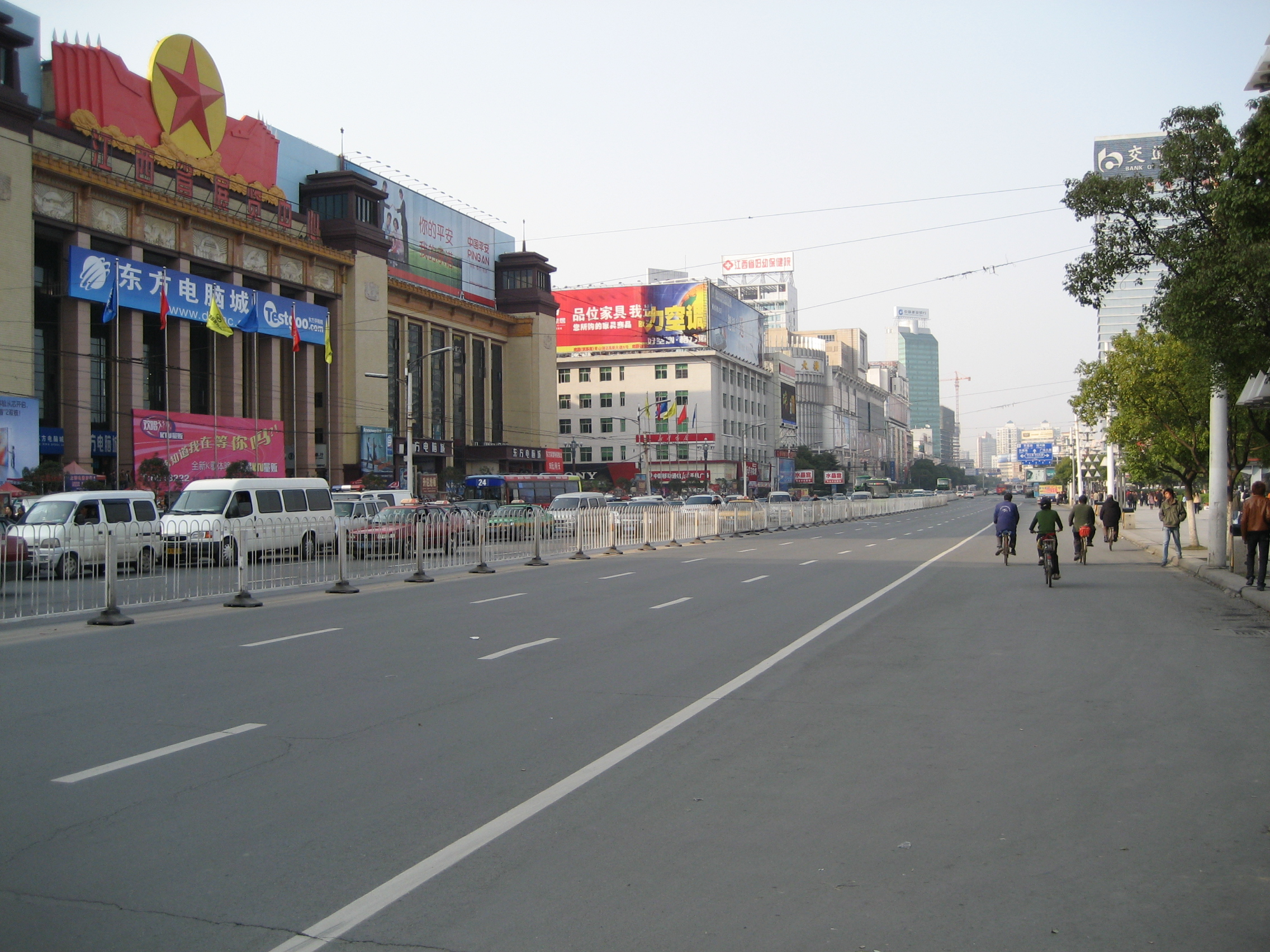
八一大道中段

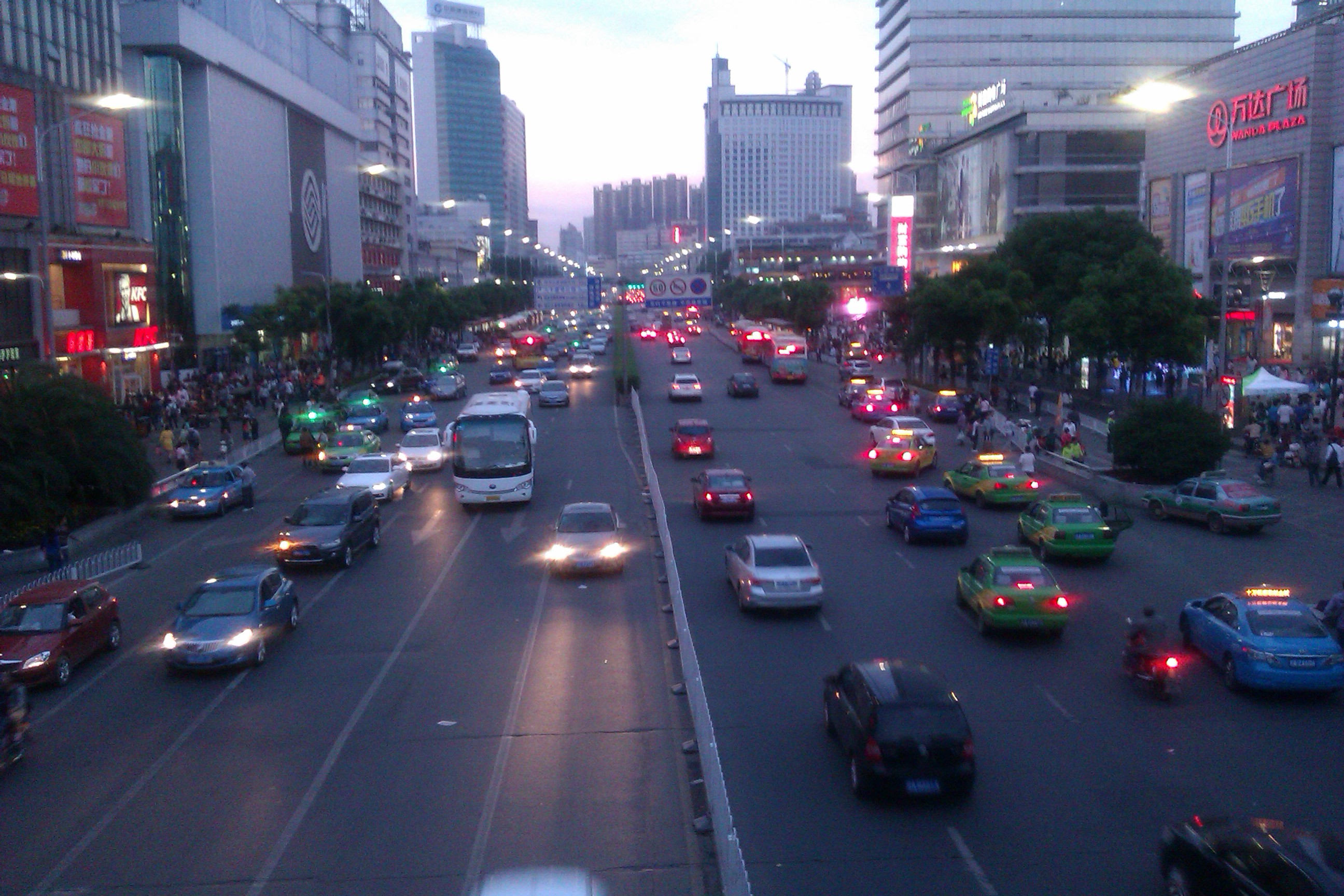
八一大道

1951年，中國共產黨执政以后的江西省首任省长邵式平力排众议，将城东废城墙改建为60多米宽的八一大道，宽度仅次于北京的长安街，路边多栽樟树。1950、1960年代，八一大道旁陆续建成江西宾馆、江西饭店、南昌百货大楼、江西艺术剧院、江西革命烈士纪念堂等标志性建筑。八一大道迄今仍然是南昌市的主干道。